# Cotu Văii
Cotu Văii (antiguamente Chiragi) es una localidad rumana de la comuna de Albești, en el condado de Constanța.

## Toponimia
El antiguo nombre del lugar puede encontrarse escrito con grafías como Cheragi, Chiragi y Chiragii. Pasó a llamarse Cotu Văii.

## Historia
Hacia comienzos del siglo XX, la localidad, que ya por entonces pertenecía al condado de Constanța, formaba parte de la comuna homónima de Cheragi.
En la segunda mitad del siglo XX la localidad había pasado a formar parte de la comuna de Albești. En el censo de 2021 la localidad tenía una población de 1055 habitantes.